# André Marinho
André Marinho da Silva (Río de Janeiro, Río de Janeiro, 4 de diciembre de 1978) es un cantante, compositor de canciones y  presentador brasileño.

## Carrera
En 2003 venció el talento show Popstars y pasó a integrar el boyband brasileño Br'oz hasta 2005, con el que grabó dos álbumes de estudio lanzados en la carrera del grupo, Br'oz (2003) y Segundo Ato (2004).
En 2005 André inició su carrera como presentador, tras ser invitado por Netinho de Paula para convertirse en presentador de los programas Quem Sabe Clica, y el Fala aí en la TV de da Gente. Participó de los programas Superpop, y Show da Gente. En 2007 lanza su primer álbum en carrera solista Livre pra voar. En 2008 entró al grupo de pagoda, Cupim na  mesa. A finales de 2011 lanzó su biografía titulada Do Lado de Cá. En 2012-2013 presenta el programa Acesso Livre mostrado en línea. En 2016 lanzar su segundo álbum titulado Tudo preparado.

## Discografía
- Livre pra Voar (2007)
- Tudo Preparado (2016)

## Filmografía
| Título                | Rol          | Nota        |
| --------------------- | ------------ | ----------- |
| Popstars              | Participante | Temporada 2 |
| Quem Sabe Clica       | presentador  | Tv da Gente |
| Fala ai               | Presentador  | Tv da Gente |
| Superpop              | Reportero    | RedeTv      |
| Show da Gente         | Reportero    | SBT         |
| Power Couple Brasil 4 | Participante | RecordTV    |
| A Fazenda 14          | Participante | RecordTV    |

| Año       | Título       | Rol         | Nota      |
| --------- | ------------ | ----------- | --------- |
| 2012-2013 | Acesso Livre | Presentador | Talk show |